# Aachenski mir (1668)
Za druge mirovne sporazume z enakim imenom, glej aachenski mir.
Aachenski mir je mirovni sporazum, ki so ga 2. maja 1668 podpisale Francija in Španija.
S tem sta končali devolucijsko vojno (1667–1668) za špansko Nizozemsko. Ludvik XIV. je dobil pravico do osvojenih mest v Flandriji (Lille, Charleroi,...).